# Parafia Niepokalanego Serca Maryi w Międzychodzie
Parafia Niepokalanego Serca Najświętszej Maryi Panny w Międzychodzie – parafia rzymskokatolicka należąca do dekanatu międzychodzkiego archidiecezji poznańskiej. Została utworzona w 1969 roku. Kościół parafialny poewangelicki został wybudowany w 1838. Mieści się przy ulicy Piłsudskiego.